# Ximena Rincón
Ximena Cecilia Rincón González (sinh ngày 5 tháng 7 năm 1968) là một luật sư và chính trị gia người Chile. Bà trước đây là Bộ trưởng Lao động của Chile và cựu Tổng thư ký của Tổng thống dưới thời Tổng thống Michelle Bachelet.
Giữa năm 2005 và 2006, cô đã intendant của Santiago Metropolitan Region.